# أوسامو كيتامورا
أوسامو كيتامورا هو مجدف ياباني، (ولد عام . 1912  م).

## وصلات خارجية
- أوسامو كيتامورا على موقع الاتحاد الدولي للتجديف (الإنجليزية)
- أوسامو كيتامورا على موقع اللجنة الأولمبية الدولية (الإنجليزية)
- أوسامو كيتامورا على موقع أوليمبيديا (الإنجليزية)